# ویژه روز زمین
ویژه روز زمین (انگلیسی: The Earth Day Special) یک برنامه تلویزیونی درباره روز زمین است که در ۲۲ آوریل ۱۹۹۰ از شرکت پخش رسانه‌ای آمریکا پخش شد.

## بازیگران
- بت میدلر
- دنی دویتو
- رئا پرلمان
- کریستی آلی
- کریستینا اپل‌گیت
- بیتریس آرتور
- دن اکروید
- آماندا برس
- کندیس برگن
- مری کی برگمن
- ماییم بیالیک
- تمپست بلدسو
- لیسا بونت
- جاناتان برندیس
- جیمز برولین
- چوی چیس
- بیل کازبی
- کوین کاستنر
- رادنی دنگرفیلد
- تد دنسن
- جینا دیویس
- دینا دلانی
- ریک دوکومن
- دیوید فاستینو
- جین فوندا
- نیکا فاترمن
- مورگان فریمن
- ایستل گتی
- کلسی گرمر
- وودی هرلسون
- نیل پاتریک هریس
- داستین هافمن
- مایکل کیتون
- کشیا نایت پولیام
- جک لمون
- کریستوفر لوید
- ترس مک‌نیل
- رو مک‌کلاناهان
- ریک مورانیس
- اد اونیل
- ادوارد جیمز آلموس
- هارولد ریمیس
- فیلیسیا رشاد
- جان راتزنبرگر
- راون سایمون
- پت رایلی
- کیتی سیگال
- مارتین شورت
- مریل استریپ
- مالکوم جمال وارنر
- جورج ونت
- بتی وایت
- رابین ویلیامز
- رابرت وول